# Kawaminami
Kawaminami (jap. 川南町 Kawaminami-chō) – miasto w Japonii, na wyspie Kiusiu, w prefekturze Miyazaki. Według danych na rok 2020 miejscowość zamieszkiwało 15 194 mieszkańców , a gęstość zaludnienia wyniosła 168,6 os./km².